# Прапор Вишгородського району
Пра́пор Ви́шгородського райо́ну — офіційний символ Вишгородського району Київської області.

## Опис

### Прапор
Прапор являє собою прямокутне полотнище зі співвідношенням ширини до довжини як 2:3, що складається з трьох вертикальних смуг — синьої, хвилястої білої та пурпурової, у співвідношенні ширин 2:1:2. У синьому (біля древка) полі — жовте зображення давньоруського однокупольного храму, висотою в 1/2 ширини полотнища; відстань до емблеми від верхнього краю прапора рівна 1/5 висоти полотнища.

### Штандарт
Штандарт голови районної ради — квадратне полотнище білого кольору на якому розміщений великий герб району, три сторони якого обшиті жовтою торочкою. Висота герба становить 4/5 сторони полотнища.

## Значення
Однокупольний храм зображує найстародавнішу святиню Вишгородського району — Борисо-Глібський собор у тому вигляді, яким він був в Х столітті за описом архітектурно-археологічних досліджень. Біла хвиляста смуга символізує річку Дніпро, яка розділяє область на дві частини.